# Paolo Corsini (giornalista)
Paolo Corsini (Rimini, 29 giugno 1968) è un giornalista e dirigente d'azienda italiano.

## Biografia

### Carriera
Vicedirettore di Rai 2 con delega all’informazione e Vicedirettore della Direzione Approfondimenti Informativi. È laureato in Storia Medioevale e giornalista parlamentare di lungo corso. Lavora in Rai dal 1996: per molti anni è stato alla redazione Economica del Giornale Radio dove ha seguito l'attività economica di Governo, Senato e Camera. È stato Segretario di Redazione (Caporedattore) di Gr Parlamento. Ha condotto numerose trasmissioni radiofoniche, quali "Questione di soldi", "Baobab" e "Questione di Borsa".
Nel 2004 ha realizzato e condotto su Radio1 "K2 cinquant'anni dopo", seguendo come inviato la spedizione italiana sul K2 in occasione del cinquantenario della conquista della vetta. Dal 2009 al 2014 è stato vicedirettore del Giornale Radio Gr1, Gr2 e Gr3 e di Radio1 dove ha svolto in qualità di vaticanista accreditato presso la Sala stampa della Santa Sede anche il ruolo di Responsabile dell’Informazione religiosa. È stato Responsabile della Redazione Telegiornali di Rai Parlamento e Segretario di Redazione (Caporedattore ho) di Gr Parlamento.
È stato tra i docenti del Corso di Alta Formazione in "Giornalismo Economico e Comunicazione d'Impresa" della Facoltà di Economia della Sapienza Università di Roma. Insegna "Tecniche di giornalismo Radiofonico" al master in giornalismo dell'Università LUMSA. Consigliere per 3 mandati della Federazione Nazionale della Stampa italiana - FNSI, guida la corrente di opposizione "L'Alternativa". È salito alla ribalta della cronaca per aver fondato e lanciato l'associazione di giornalisti Lettera22 per un'informazione non omologata.

### Vita privata
Sposato, con 2 figli (Valerio e Arianna), è Capitano dei Granatieri nella Riserva.

## Premi
- Ha vinto la Targa d'oro del XXXVIII premio "Sulmona" di giornalismo nel 2011[9] e il premio "Personalità Europea" nel 2011[10].

- Ha in precedenza ricevuto il premio giornalistico "Daniele Della Bona" nel 2009 e il premio "Cilento per il giornalismo" nel 2006.

## Pubblicazioni
Autore di un racconto ucronico in “Se l'Italia. Manuale di storia alternativa da Romolo a Berlusconi” (Vallecchi, 2005) scritto con Andrea Angiolino e di un saggio in “Il silenzio degli innocenti, adolescenti media e violenza”, (Lindau, 2003).